# Duetto buffo di due gatti

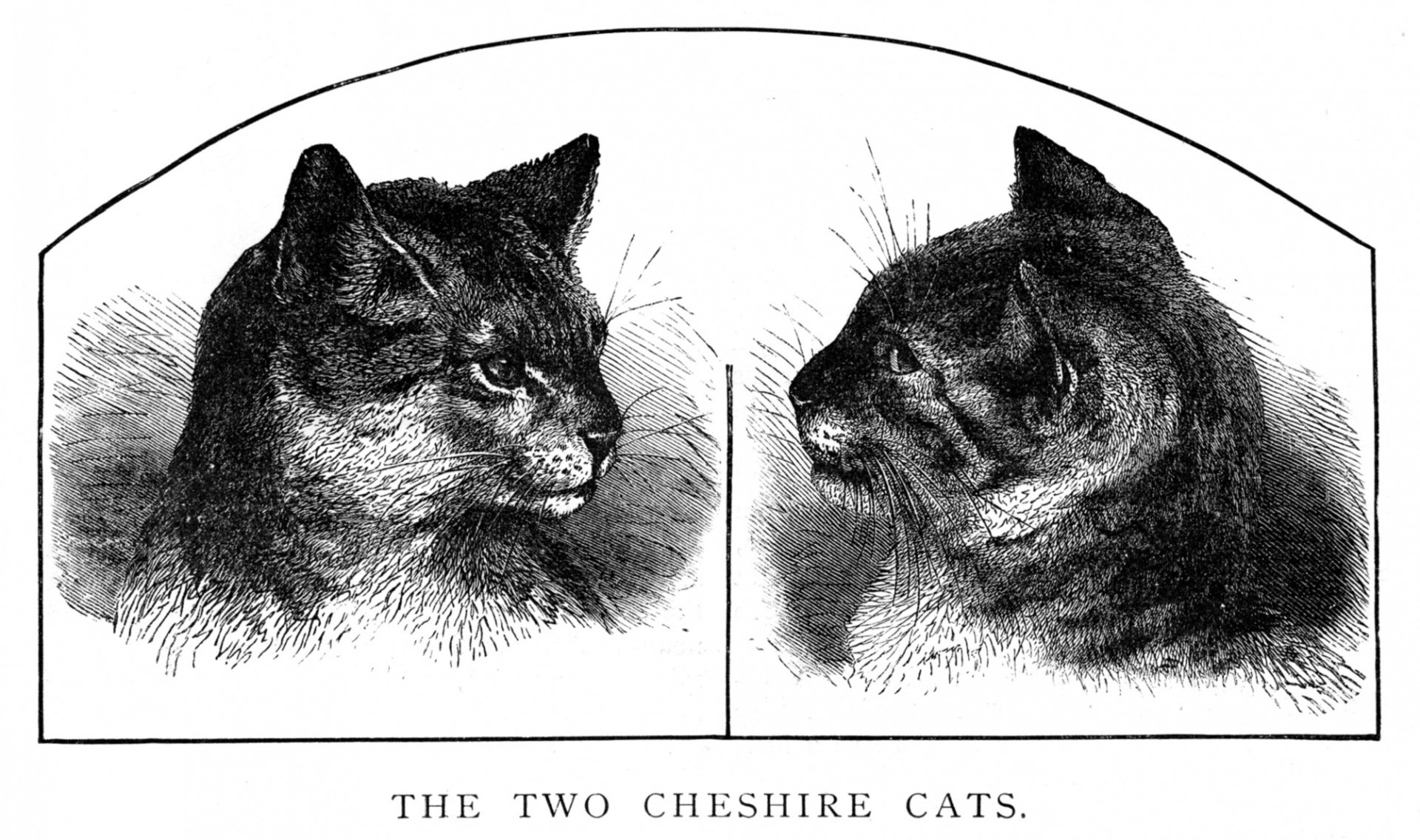
Twee katten

Het Duetto buffo di due gatti (Nederlands: Grappig duet van de twee katten) is een populair werk voor twee sopranen, dat vaak opgevoerd wordt als bisnummer bij een concert. In de liedtekst wordt uitsluitend het woord 'miauw' (een zogenaamde klanknabootsing of onomatopee) gebruikt. 
Hoewel dit stuk typisch wordt toegeschreven aan Gioachino Rossini, werd het eigenlijk niet door hem geschreven. Het is een compilatie, geschreven in 1825, die voornamelijk gebaseerd is op Rossini's opera uit 1816, Otello. Hubert Hunt beweert dat de compilatie van de hand is van Robert Lucas de Pearsall, die voor dit doel het pseudoniem G. Berthold aannam.

## Uitvoeringsvarianten
Het werk kan uitgevoerd worden door:
- twee sopranen
- sopraan en tenor
- sopraan en bas

## Opbouw
In volgorde van uitvoering, bestaat het werk uit:
- de Katte-Cavatine van de Deense componist C.E.F. Weyse[2];
- een deel van het duet van Otello en Iago uit het tweede bedrijf van Otello;
- een deel van het cabaletta van de aria Ah! come mai non senti, gezongen door Rodrigo in hetzelfde bedrijf.

## Opnames
Enkele albums die dit werk bevatten zijn:
- A Tribute to Gerald Moore, EMI Classics: Victoria de los Ángeles (sopraan) en Elisabeth Schwarzkopf (sopraan), Gerald Moore (piano), uitgegeven in 2003.
- Sweet Power of Song, EMI Classics: Felicity Lott (sopraan) en Ann Murray (mezzosopraan), Graham Johnson (piano), uitgegeven in 1990.
- Duets for Two Sopranos, BIS: Elisabeth Söderström (sopraan) en Kerstin Meyer (mezzosopraan), Jan Eyron (piano), uitgegeven in 1992.
- Wir Schwestern Zwei, Wir Schönen, Nightingale Classics: Edita Gruberová (sopraan) en Vesselina Kasarova (mezzosopraan), Friedrich Haider (piano), uitgegeven in 1996.
- Von ganzem Herzen, Catalyst: Montserrat Caballé (sopraan) en Montserrat Martí (sopraan), uitgegeven in 1998.
- A Most Unusual Song Recital, Seraphim: Christa Ludwig (mezzosopraan) en Walter Berry (bas-bariton), Gerald Moore (piano), uitgegeven in 1969.
- The Best of Rossini, EMI Classics, Mesplé (sopraan) en Berbié (mezzosopraan), Reiss (piano), uitgegeven in 1992.

## Partituren

Bladmuziek voor Duetto buffo di due gatti
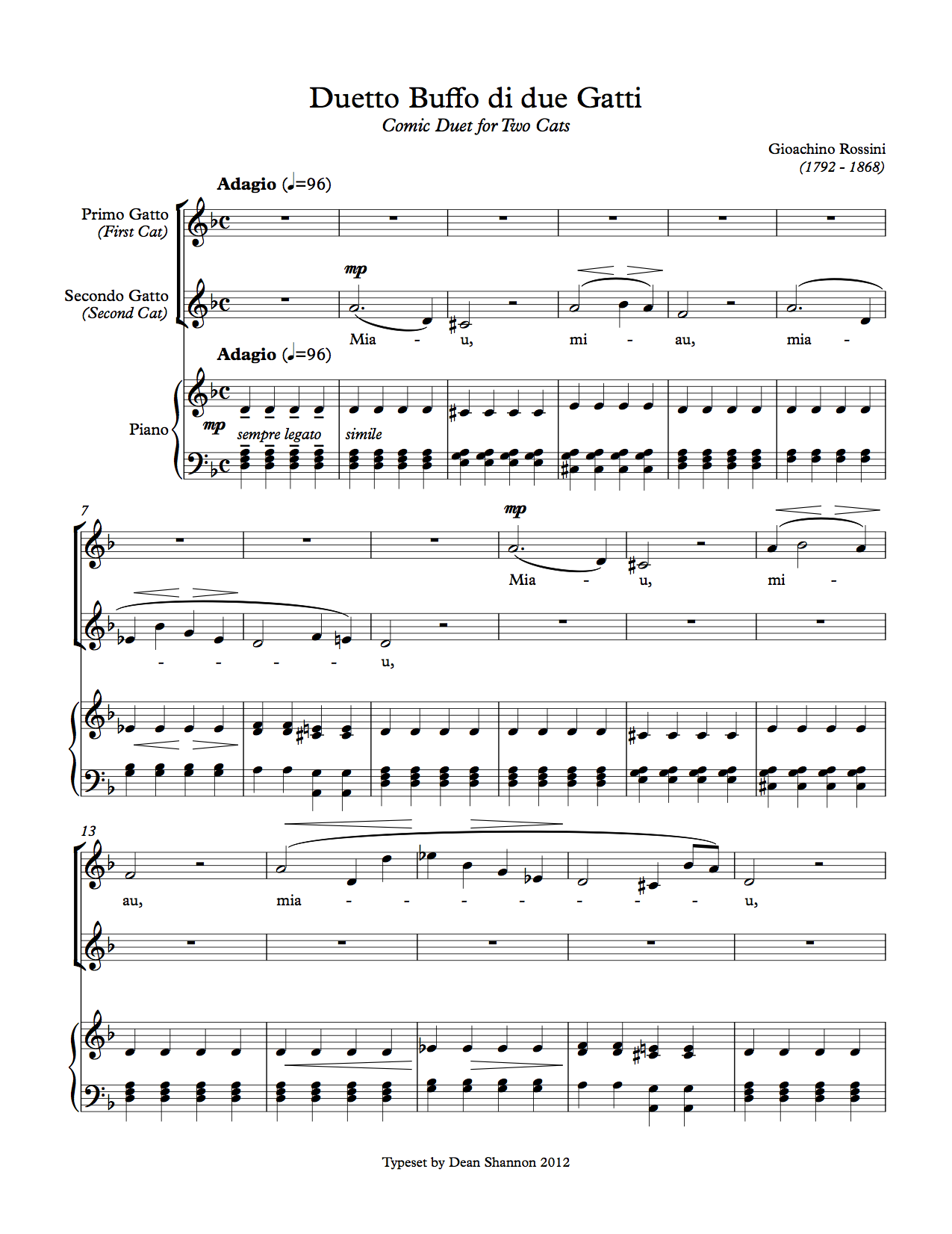
Pagina 1
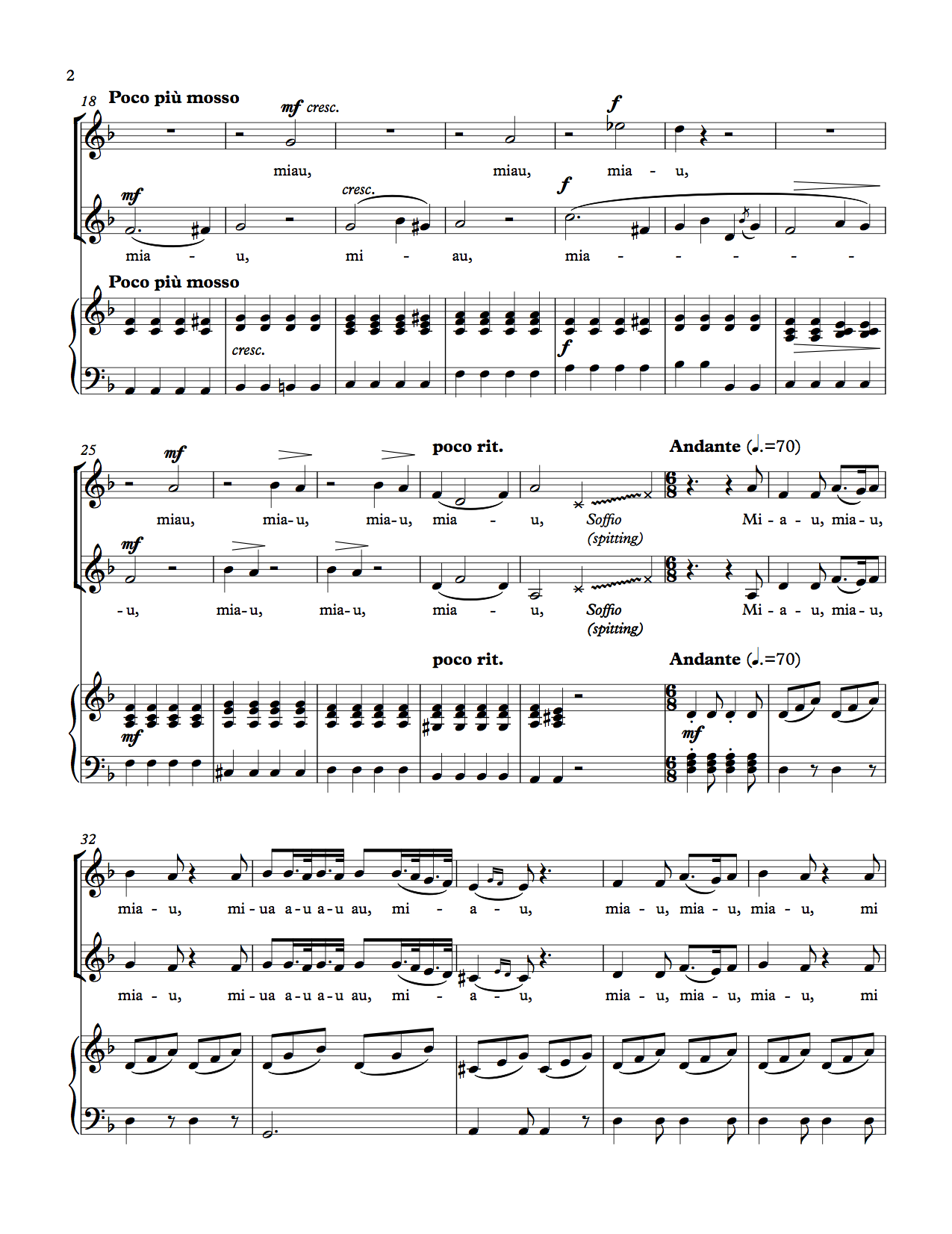
Pagina 2
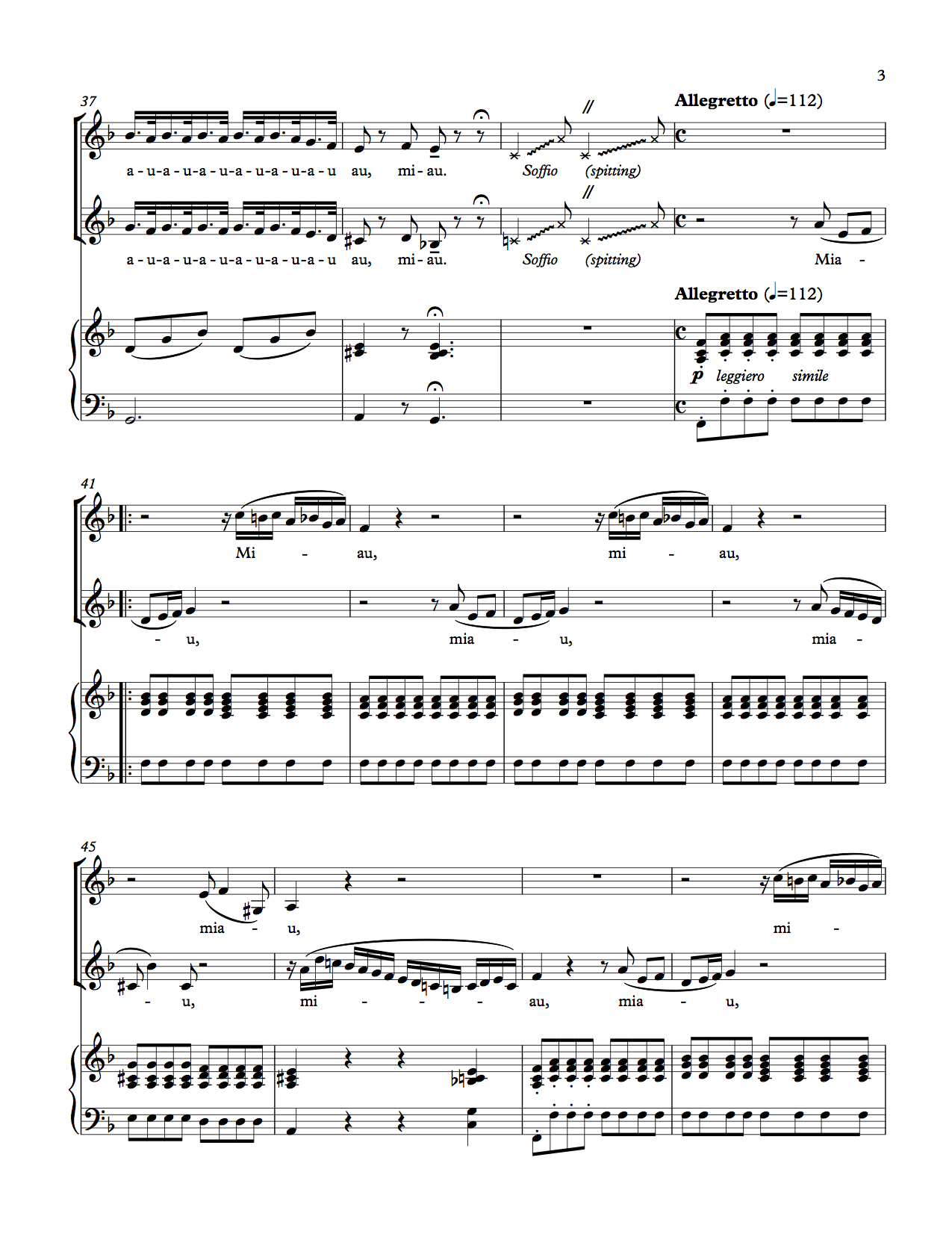
Pagina 3
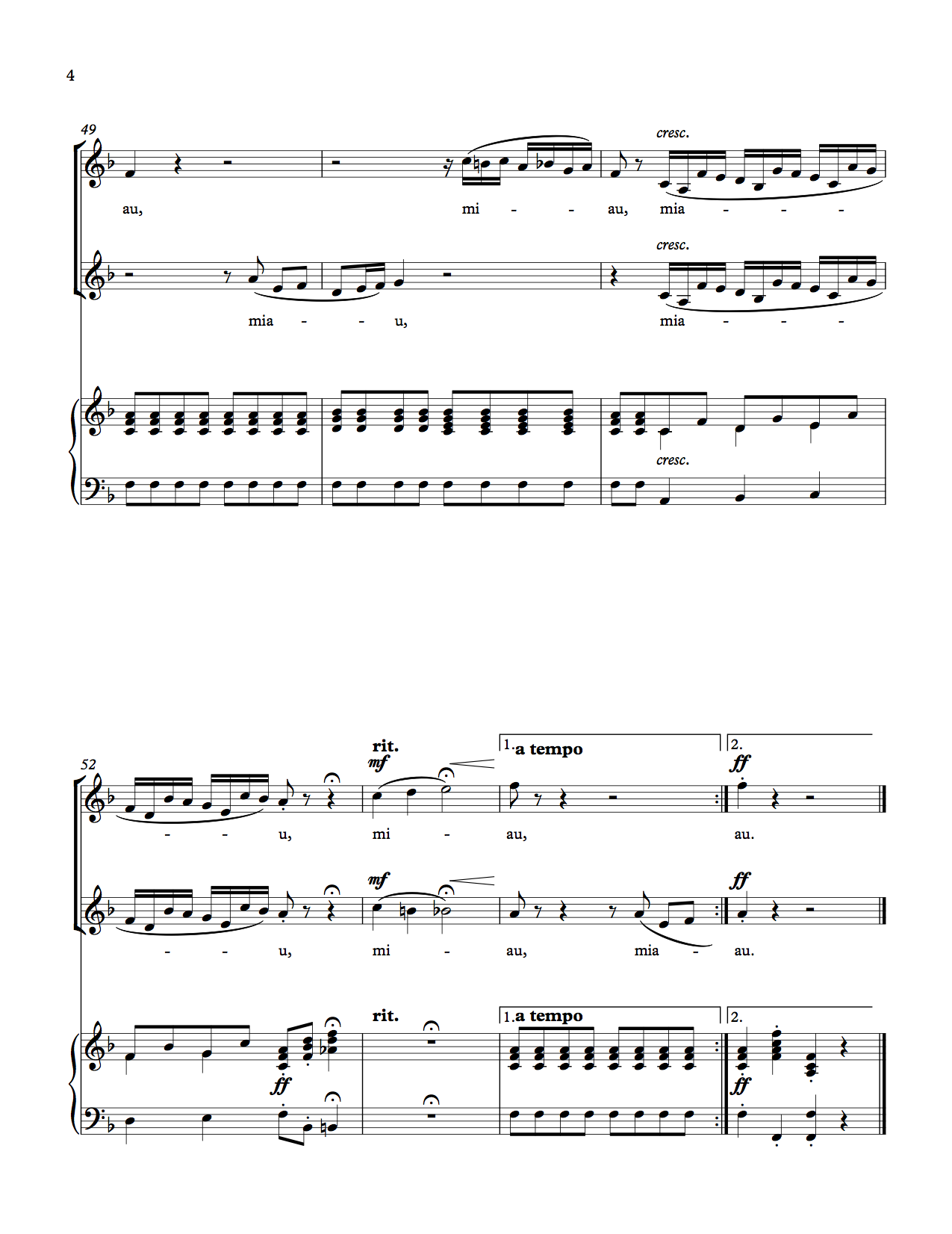
Pagina 4